# Jaroslav Pavlíček
Jaroslav Pavlíček (AFI: [ˈjaroslaf ˈpavliːt͡ʃɛk] n. Mladá Boleslav, 19 de agosto de 1943) es un explorador y escritor checo.

## Biografía
En los años 1960, en la época de la Primavera de Praga, cursó estudios coreanos en la Facultad de Filosofía de la Universidad Carolina de Praga. Después de la invasión de las tropas del Pacto de Varsovia a Checoslovaquia en agosto de 1968, dejó la facultad por los montes Tatra, donde trabajó diez años como porteador en el Albergue de Téry (Téryho chata), donde adquirió forma física cargando con 65 kg a la espalda en cada salida.
En 1980, formó parte de una expedición polaca al monte Everest que fue la primera en alcanzar la cumbre en invierno, aunque él se quedó en el campamento base. Posteriormente, cruzó dos veces Alaska junto con un compañero, tardando 20 días cada vez. En 1984, cruzó Groenlandia junto con los también exploradores polares Vladimír Weigner y Miroslav Jakeš. Este viaje supuso 41 días de marcha inesperadamente pesada y dos días en el mar.
Pavlíček tiene el principio de utilizar equipo que sea probadamente efectivo, sin que ello suponga una mayor sofisticación. Para él, lo simple es más fiable que lo moderno y complejo. No utiliza navegación GPS ni conexión por radio con la civilización. Su lema es «¡quien quiere ir va!» (Kdo chce jít, jde!).

## Base en la Antártida

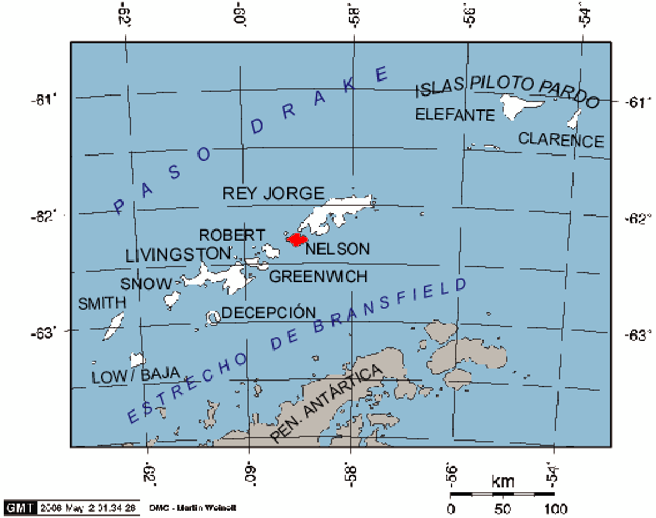
Isla Nelson.

En el año 1987, viajó por primera vez a la Antártida a bordo del buque escuela y de carga polaco Antoni Garnuszewski, junto con Jan Pávek, para buscar un lugar donde establecer una base. Se interesó por una región alrededor del círculo polar y, después de una complicada búsqueda de cuatro meses, eligió un oasis en la isla Nelson, en el archipiélago Shetland del Sur, en el estrecho cuello de la Tierra de Graham. El lugar escogido se encuentra en la zona subantártica, a 300 metros de las playas de guijarros de la tranquila bahía, está protegido del mar y del viento, y es fácilmente accesible en bote desde la isla Rey Jorge, donde aterriza el avión militar Hercules procedente del aeropuerto de Punta Arenas (Chile).
Pavlíček no califica esta base como checa; en su lugar, habla de una base internacional llamada oficialmente Eco Nelson, aludiendo al estilo de vida ecológico local. El fundador había considerado también otros nombres, como el del cantautor Karel Kryl, que en cualquier caso es rememorado en un cartel en la base.
Cada año, hay una rotación de equipos no solo de la República Checa, sino también de personas de cualquier edad de otros países. Entre otros, han vivido en la base Tomáš Halík, Dagmar Havlová (esposa de Ivan Havel), Martin Mykiska y el biólogo y sacerdote checo Marek Orko Vácha. El guitarrista Lubomír Brabec realizó el concierto más austral de música clásica de la historia a bordo del barco Arctic Sunrise de Greenpeace en la isla Nelson. Este concierto fue grabado por la televisión japonesa y atrajo una considerable atención.
No se puede viajar a la base como turista, sino que cualquier estancia tiene un carácter funcional, y los gastos derivados de la estancia y del viaje deben ser satisfechos por el participante. Se realizan asimismo cursos introductorios de supervivencia de cuatro días denominados «mar-río-glaciar».

## Tratado Antártico
En diciembre de 1990, el ministro de Medio Ambiente Josef Vavroušek delegó en Jaroslav Pavlíček la representación de Checoslovaquia en la reunión de los signatarios del Tratado Antártico en la ciudad chilena de Viña del Mar, donde se preparó una nueva versión del Tratado para los siguientes cincuenta años (el Tratado Antártico se firmó en 1959, y Checoslovaquia se unió en 1960).

## Obras
- Pavlíček, Jaroslav (1987). Člověk v drsné přírodě (en checo). Praga: Olympia.
- Pavlíček, Jaroslav (1995). Trosečníkem v drsné přírodě (en checo). (traducido al inglés y al alemán)